# Hisao Sekiguči
Hisao Sekiguči (japonsko 関口 久雄), japonski nogometaš, 29. oktober 1954.
Za japonsko reprezentanco je odigral tri uradne tekme.